# 牛角沱駅
牛角沱駅（ぎゅうかくた-えき）は、中華人民共和国重慶市渝中区に位置する重慶軌道交通の駅である。駅番号は2号線が206、3号線が319。

## 利用可能な鉄道路線
重慶軌道交通
■2号線
■3号線

## 駅構造
両線とも相対式ホーム2面2線の高架駅。
2号線のりば
| ■2号線 | 曽家岩・臨江門・較場口方面 |
| ■2号線 | 大坪・楊家坪・新山村方面   |

3号線のりば
| ■3号線 | 両路口・二塘方面       |
| ■3号線 | 重慶北駅・江北機場方面 |

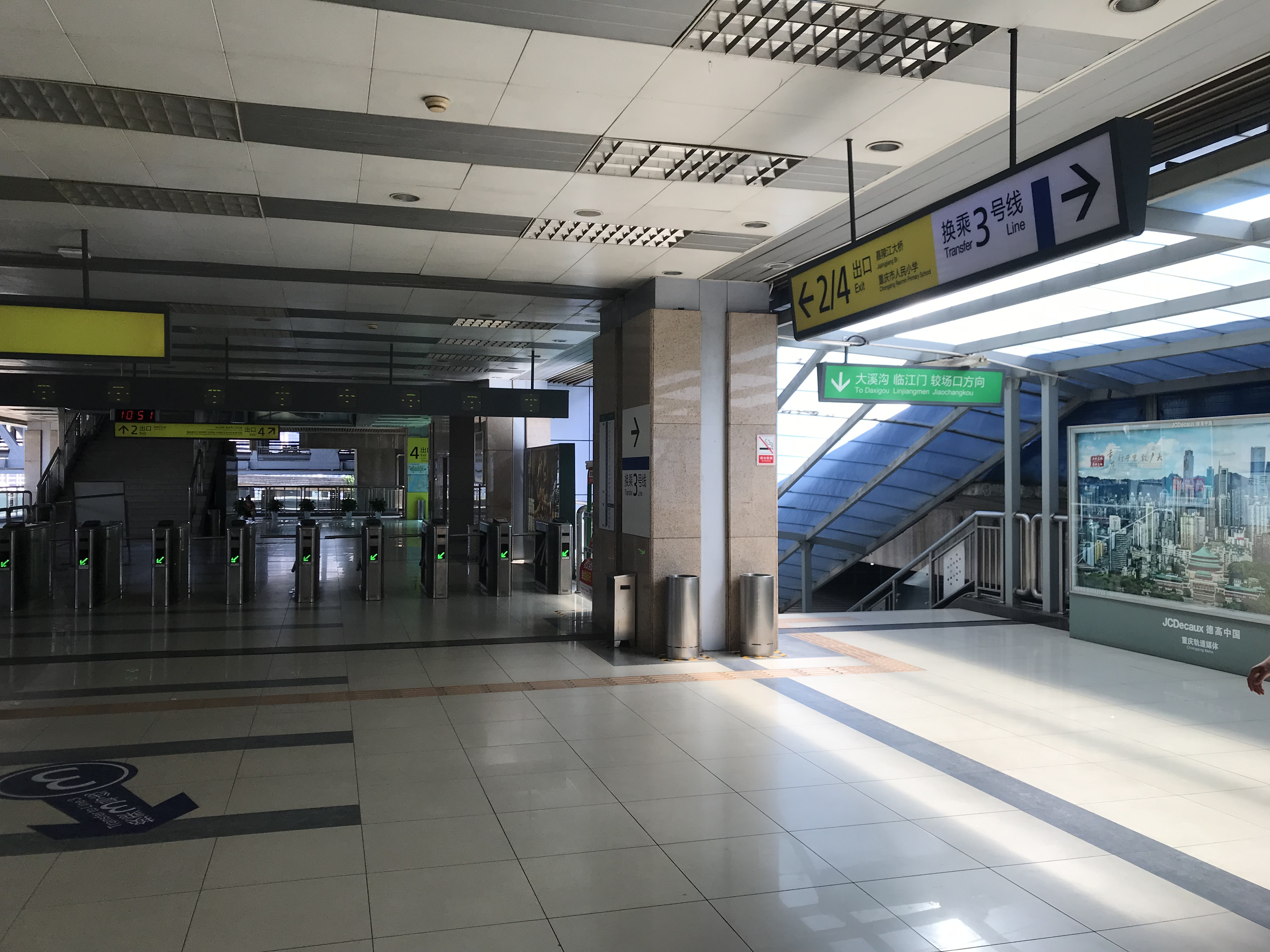
東改札口
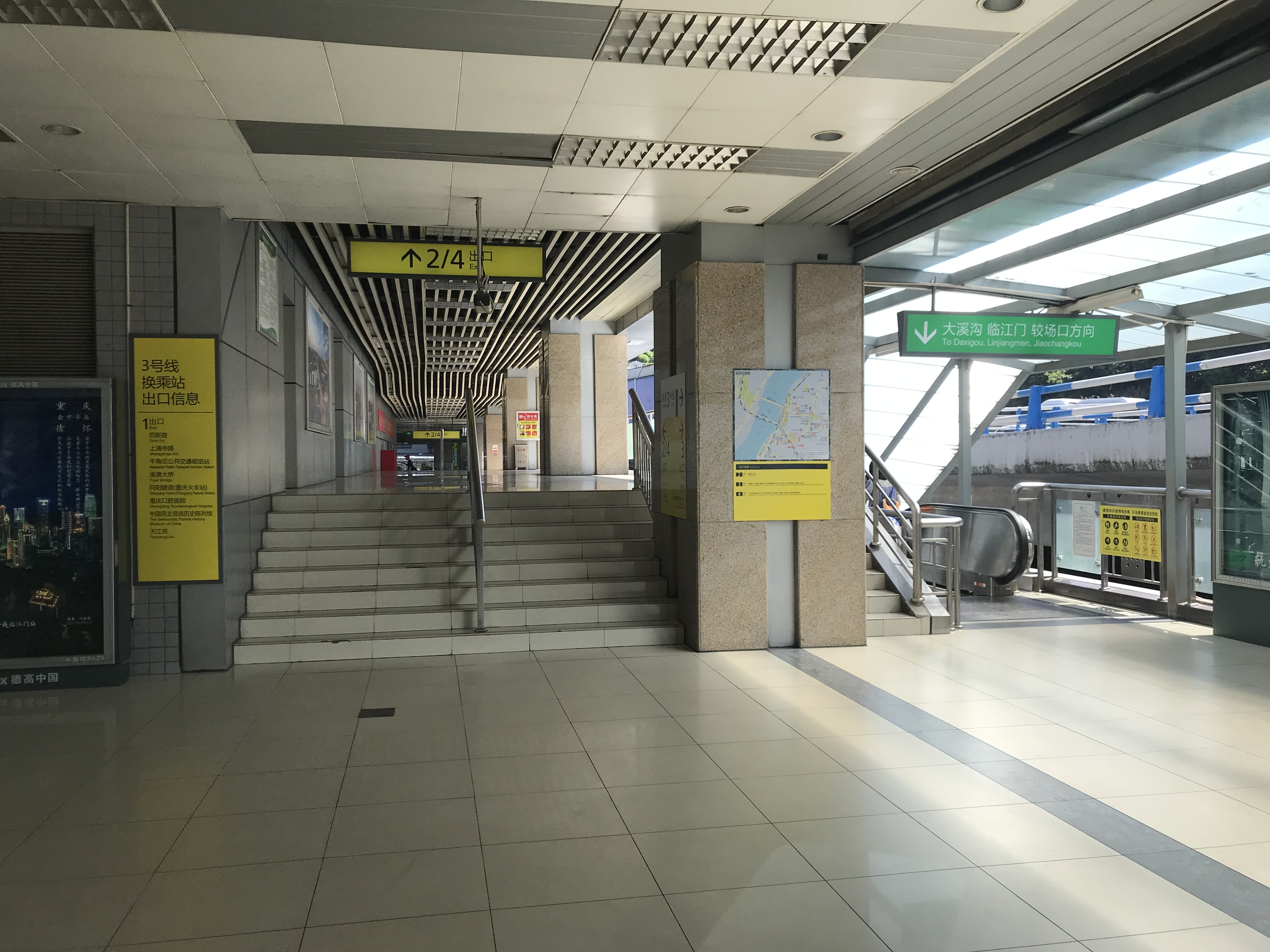
西改札口
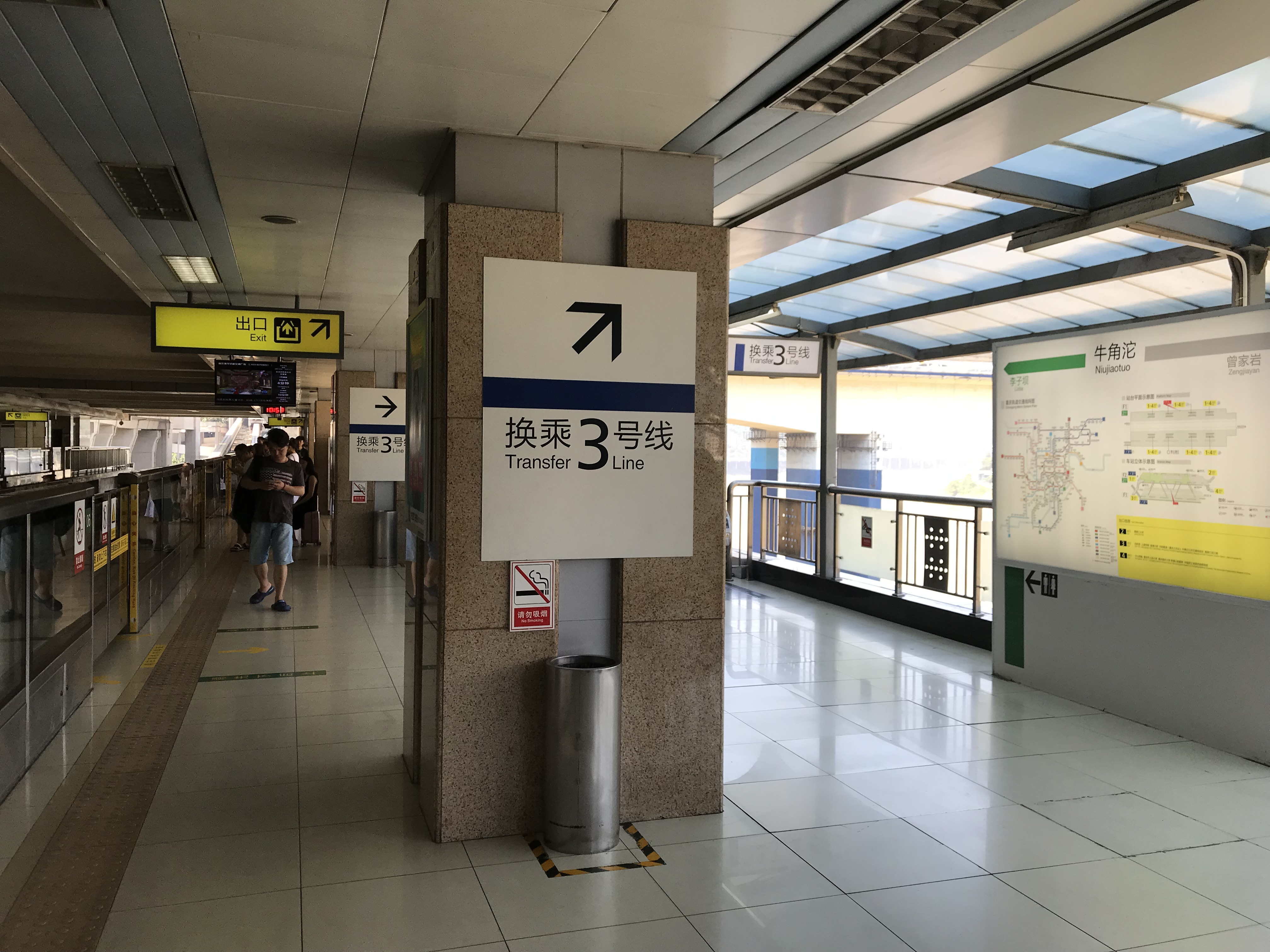
魚洞方面ホーム
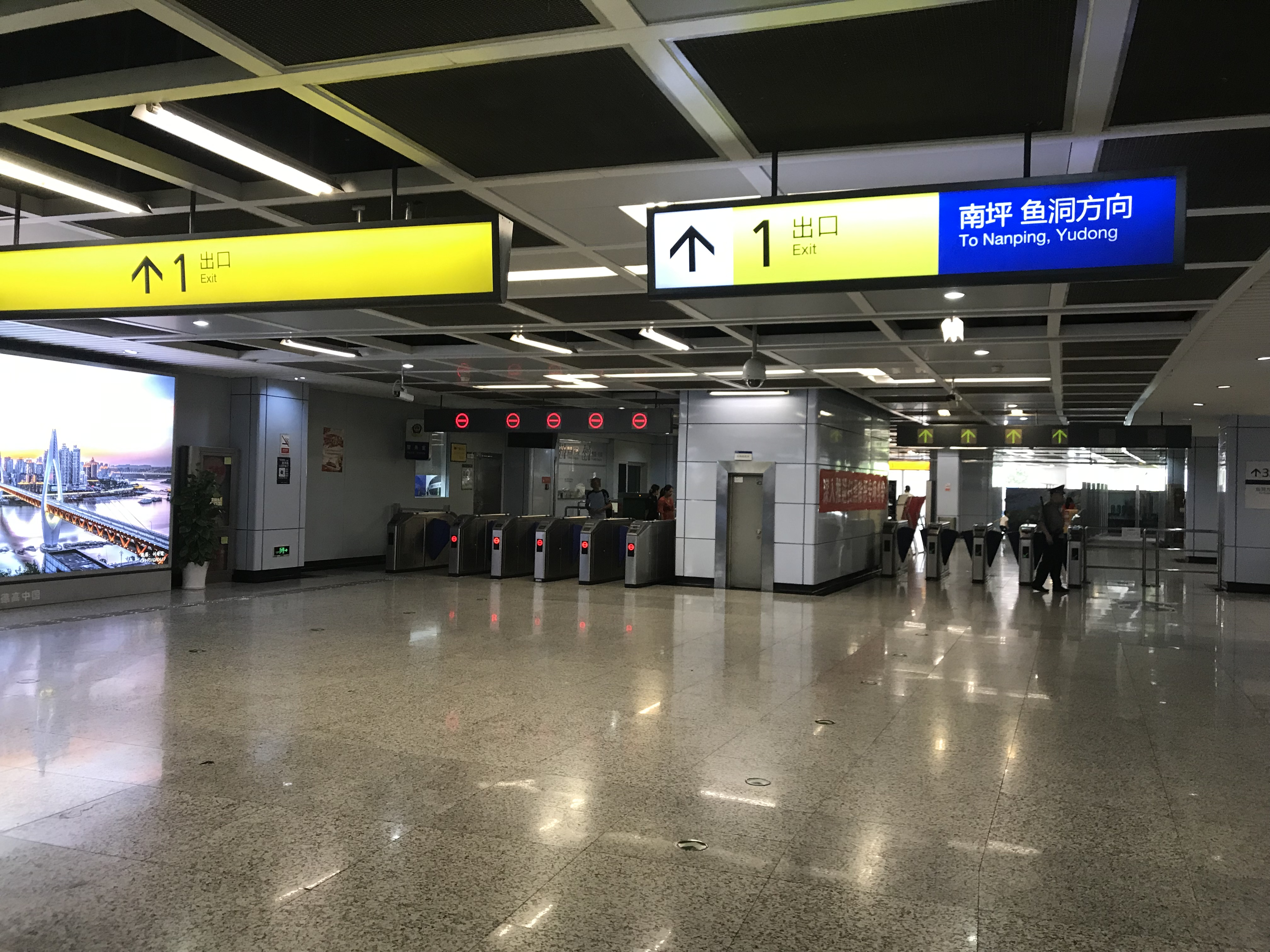
3号線改札口
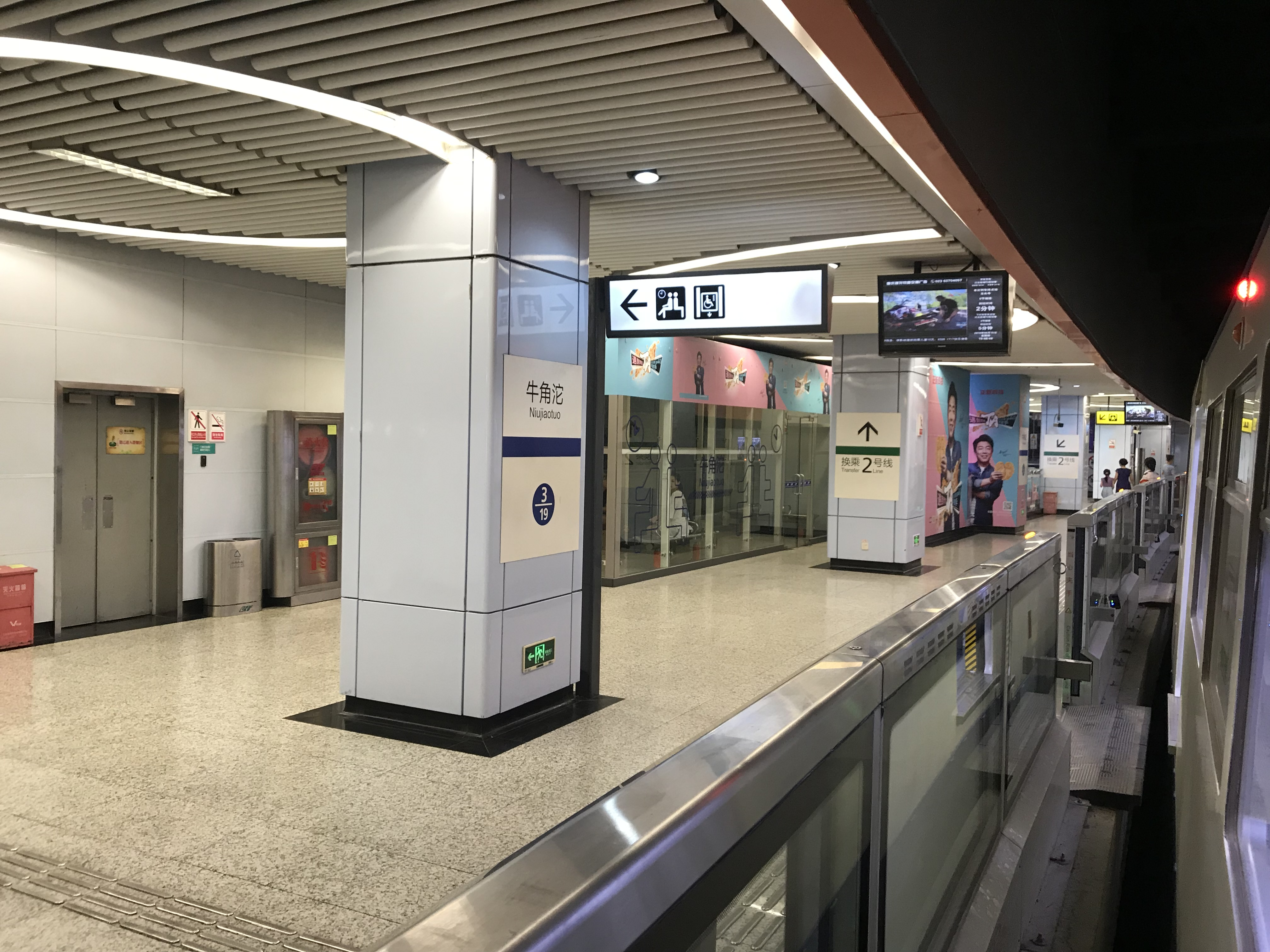
江北機場T2航站楼方面ホーム

## 駅周辺
- 嘉陵江大橋
- 渝澳大橋
- 太平洋広場
- 市口腔科医院
- 求精中学

## 歴史
- 2005年6月18日 - 2号線開業。
- 2011年9月29日 - 3号線開業。

## 隣の駅
重慶軌道交通
■2号線
曽家岩駅 (205) - 牛角沱駅 (206) - 李子垻駅 (207)
■3号線
両路口駅 (318) - 牛角沱駅 (319) - 華新街駅 (320)